# Gspannberg
Gspannberg ist ein Gemeindeteil der Gemeinde Berg bei Neumarkt in der Oberpfalz im  Landkreis Neumarkt in der Oberpfalz in Bayern.

## Geografie
Das Dorf liegt im Oberpfälzer Jura auf circa 499 m ü. NHN nordwestlich des Gemeindesitzes nahe am nördlich vorbeiführenden Ludwig-Donau-Main-Kanal.

## Geschichte
1360 ist als Ortsname Weczynsperg überliefert (zum Personennamen Wezin), später „Wetzelsberg“. An der Grenze zwischen dem Gebiet der Reichsstadt Nürnberg und der Kurpfalz gelegen, wurde um den Ort zwischen den beiden Territorialherren lange Zeit gestritten.  Seit ca. 1700 heißt der Ort Span-/Sponberg (nach dem Familiennamen Gspahn). Gegen Ende des Alten Reiches, um 1800, bestand das Dorf aus fünf Höfen und dem gemeindlichen Hirtenhaus. Grundherr war das nürnbergische Pflegamt Altdorf; von den damaligen fünf Hintersassen sind die Namen Braunlein, Brunnbauer und Rindmann überliefert. Die Blutgerichtsbarkeit war strittig zwischen dem Pflegamt Haimburg und dem Pflegamt Altdorf; letzteres übte die Dorf- und Gemeindeherrschaft aus.
Im Königreich Bayern (1806) gehörte Gspannberg zum Steuerdistrikt Hausheim, bei der Gemeindebildung um 1810/20 zur Ruralgemeinde Hausheim mit dem Ort Hausheim selber, mit Rührersberg, Kettenbach, Haslach und (Klein-)Voggenhof.
Bis 1930 gehörte die Gemeinde Hausheim und damit auch Gspannberg zum Amtsgericht Kastl, danach zum Amtsgericht Neumarkt. Im Zuge der Gebietsreform in Bayern wurde Hausheim 1972 mit seinen Gemeindeteilen nach Berg eingemeindet.

### Einwohnerentwicklung
- 1830: 57 (9 Häuser)[5]
- 1871: 58 (18 Gebäude; 10 Pferde, 45 Stück Rindvieh)[6]
- 1900: 64 (9 Wohngebäude)[7]
- 1937: 54 (Protestanten)[8]
- 1950: 48 (10 Wohngebäude)[9]
- 1970: 53[10]
- 1987: 59 (12 Wohngebäude, 14 Wohnungen)[11]
- 2014: 62[12]
- 2015: 59[13]

## Verkehrsanbindung
Gspannberg liegt an Gemeindeverbindungsstraßen von Rasch im Norden her, von Unterölsbach im Nordosten her, von Haslach im Südosten her und von Steinackerhof bei Grub im Südwesten her.

## Baudenkmal

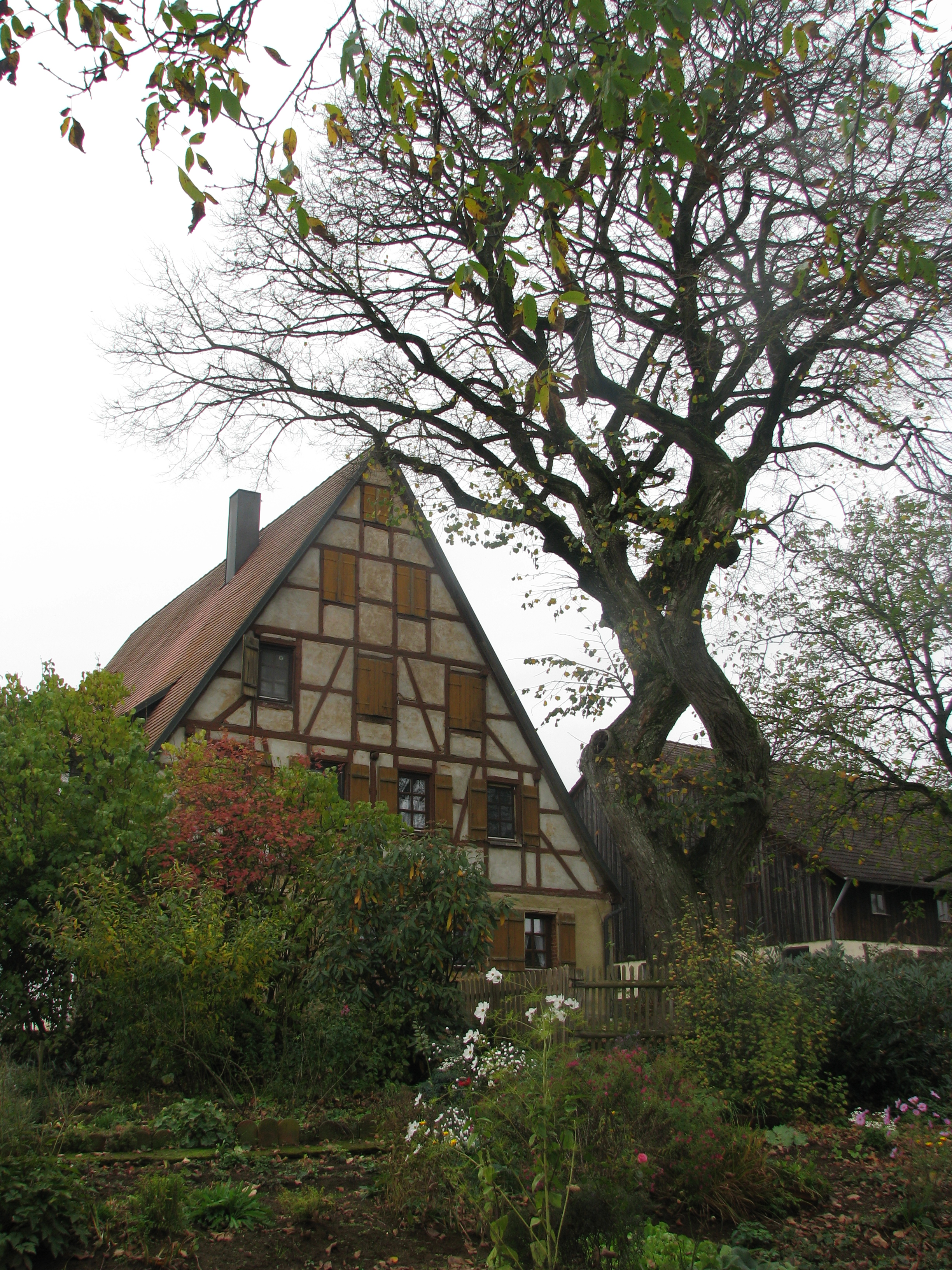
Fachwerkgiebel-Haus in Gspannberg

- Ehemaliges Wohnstallhaus mit Fachwerkgiebel, 19. Jahrhundert

## Natur

### Geotop Hohlweg

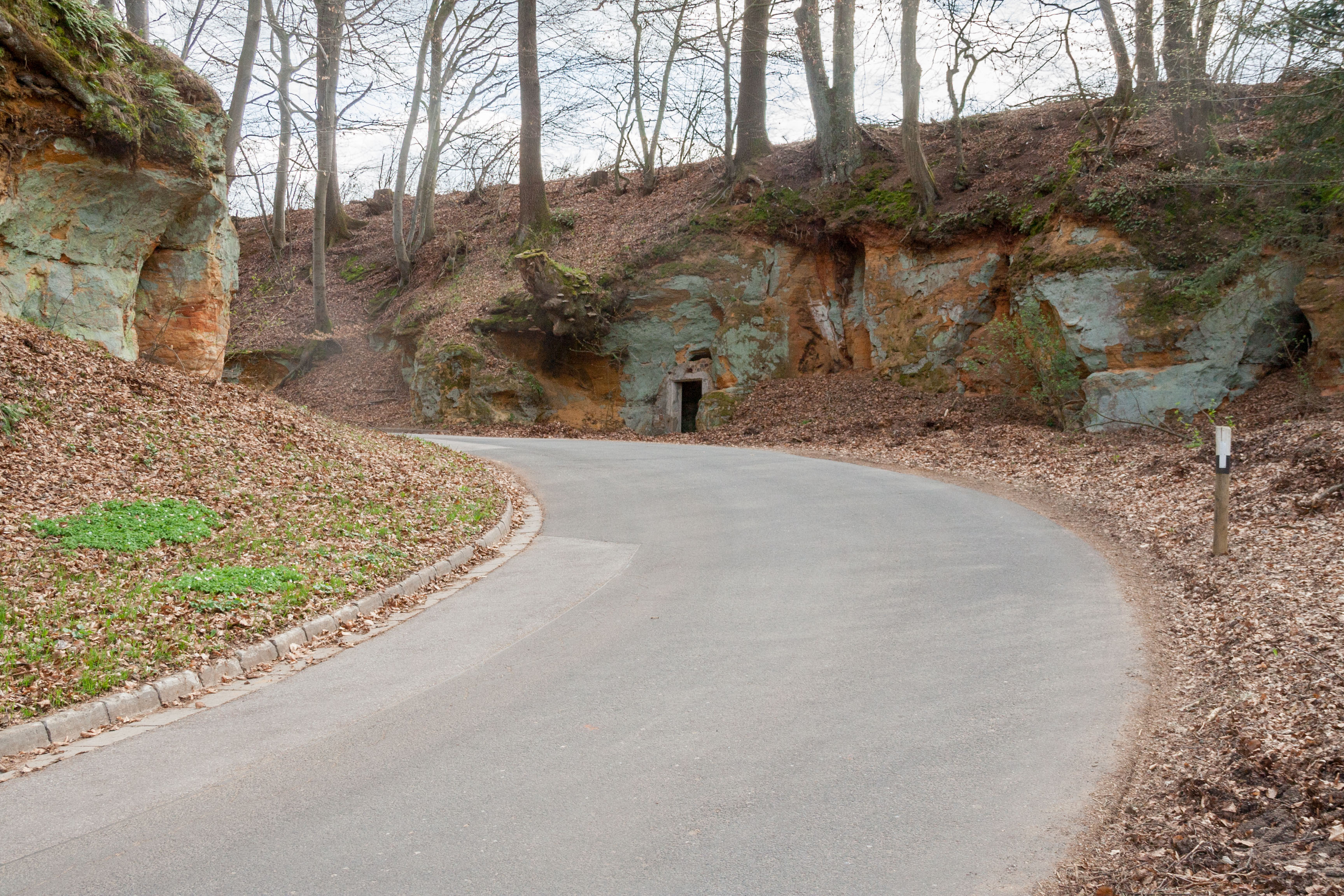
Geotop Hohlweg NW von Gspannberg

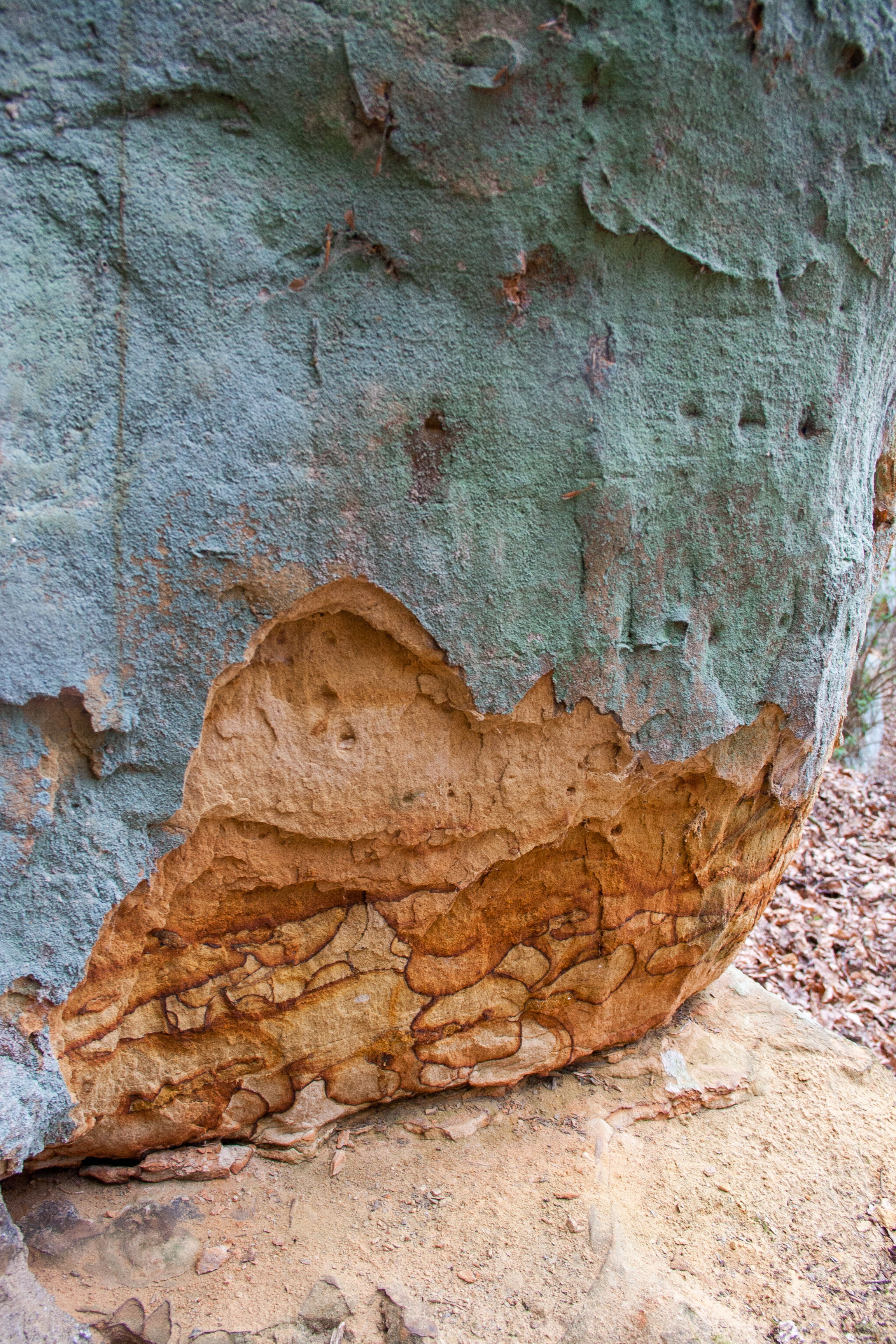
Liesegangsche Ringe

Nördlich von Gspannberg an der Straße nach Rasch, befindet sich das vom Bayerischen Landesamt für Umwelt als bedeutend ausgewiesene Geotop Hohlweg NW von Gspannberg. Der Hohlweg, durch den die Straße verläuft, erschließt den Unteren Dogger als hellbraunen Sandstein mit geringen Eisenoolithanteilen. Links der Straße befindet sich ein kleiner aber einsturzgefährdeter Felsenkeller. An den Felsen sind auch gut sichtbaren Strukturen von Liesegangsche Ringen zu finden.